# Kellner-Béchereau
Kellner-Béchereau est un constructeur aéronautique français de l’entre-deux-guerres, qui a existé de 1931 à 1942.